# Tychonova
Tychonova ulice na Hradčanech v Praze spojuje ulici Mariánské hradby a ulici Milady Horákové. Názvána je na počest dánského astronoma a astrologa Tycha Braha, který působil v Praze na dvoře císaře Rudolfa II.

## Historie a názvy
V okolí ulice byly v letech 1653–1730 vybudovány městské hradby (fortifikace), které byly nazvány Mariánské hradby podle nedaleké kaple Panny Márie Pomocné. Po zrušení pražské pevnosti v roce 1866 se hradby postupně bourali a vznikla tady vilová čtvrť.

## Budovy, firmy a instituce
- Tychonova 269/4 a Tychonova 268/6, dvojvila ve stylu kubismu, (1911–1913)[2]
- mateřská škola – Tychonova 8, patří pod Základní školu a Mateřskou školu, Praha 6, náměstí Svobody 2[3][4]